# Jewgienij Podkletnow
Jewgienij Podkletnow (ros. Евгений Подклетнов) – rosyjski fizyk, autor kontrowersyjnego eksperymentu, w którym miał osiągnąć efekt częściowej osłony pewnego obszaru przestrzeni przed siłą grawitacji.

## Życiorys
Jewgienij Podkletnow urodził się w połowie lat 50., w rodzinie inteligenckiej w Leningradzie (obecnie Petersburg). Jego oboje rodzice byli naukowcami. Po ukończeniu studiów w Instytucie Mendelejewa w Moskwie, Podkletnow rozpoczął pracę w Rosyjskiej Akademii Nauk. W drugiej połowie lat 80. XX w., dr Podkletnow opuścił Rosję, by rozpocząć badania w Uniwersytecie Technologii Tampere w Tammerfors w Finlandii.
W 1992 roku Podkletnow po raz pierwszy ogłosił publicznie wyniki swoich eksperymentów przeprowadzonych w Tampere. Fizyk twierdził, że podczas wykonywanych doświadczeń miał osiągnąć efekt 'osłony grawitacyjnej'. Głównym elementem jego układu doświadczalnego był ceramiczny, nadprzewodzący dysk o średnicy 145 mm i grubości 6 mm, ochłodzony i zawieszony w polu magnetycznym. Za pomocą prądu zmiennego doprowadzonego do cewek Podkletnow wprawiał dysk w ruch obrotowy. Stwierdził wówczas, że ciężar dowolnego ciała umieszczonego nad dyskiem maleje, niekiedy nawet o 2%. Podkletnow obserwował ten efekt dla wielu materiałów, od ceramiki po drewno. Stwierdził również, że im większa prędkość obrotowa dysku, tym większa zmiana ciężaru ciał. 
Środowiska naukowe ze sceptycyzmem odniosły się do rezultatów Podkletnowa.
Niezniechęcony naukowiec w 1996 roku wysłał artykuł do Instytutu dla Fizyki w Londynie. Instytut zaakceptował pracę do druku, jednakże na miesiąc przed oficjalną publikacją, informacje przedostały się do brytyjskiej gazety "Sunday Telegraph", w której opisano niezwykłe możliwość technologii wykorzystującej antygrawitację. Publikacja gazety wywołała na tyle negatywne reakcje wśród naukowców, że Podkletnow zdecydował się wycofać swój artykuł. 
Od czasu pierwszych publikacji, mimo negatywnej opinii ze strony środowisk naukowych, niektóre firmy i uczelnie podjęły próby odtworzenia eksperymentu rosyjskiego fizyka.
NASA wyłożyła 600 tys. dolarów, by sfinansować wykonanie repliki nadprzewodzącego dysku, którego użył Podkletnow i próbę powtórzenia doświadczenia. Urządzenie wykonała firma Superconductive Components (SCI) of Columbus w stanie Ohio. Badania prowadzić miał Ron Koczor, naukowiec laboratorium NASA Marshall Space Flight Center. Już w 1989 roku Ning Li, fizyk teoretyk w centrum Marshall, zaproponowała teorię, zgodnie z którą nadprzewodnik obracający się w silnym polu magnetycznym mógłby zaburzyć siłę grawitacyjną.
Badania nad pewnymi aspektami brano również pod uwagę w programie NASA Breakthrough Propulsion Physics finansowanym przez agencję w latach 1996-2002. 
Również w roku 2000 brytyjska firma BAe Systems prowadząca dostawy dla armii potwierdziła, że planuje przeprowadzenie eksperymentów, które miałyby na celu zweryfikowanie doświadczenia rosyjskiego naukowca. W roku 2002 amerykański producent samolotów Boeing uruchomił program badawczy mający na celu sprawdzenie prawdziwości eksperymentów Podkletnowa.
Badania miała również prowadzić japońska firma Toshiba Electronics.
W roku 2004 Podkletnow poinformował o skonstruowaniu "Nadprzewodnikowego Generatora Strumienia Siłowego".
Do tej pory żaden instytut naukowy, ani prywatna firma nie potwierdziły jednoznacznie prawdziwości eksperymentów Jewgienija Podkletnowa.